# Вацлав Трунечек
Вацлав Трунечек (на чешки: Václav Truneček), известен в България и като Венцеслав, е български просветен деец и общественик от чешки произход.

## Биография
Трунечек е роден на 20 май 1864 година в Прага, тогава в Австрийската империя, днес в Чехия. От 1882 до 1887 година учи в Пражката художествена академия. В Прага се запознава с Анание Явашов, разградчанин студент, който след завършването на образованието си в 1884 година се жени за сестрата на Вацлав Антонина Трунечекова, пианистка.
След завършването си в 1887 година, Трунечек заминава за Княжество България при сестра си и зет си в Разград, където преподава рисуване в мъжкото класно училище от учебната 1887/1888 година до 1891 година. След това до 1893 година преподава в София. Преподава и в Казанлък.
Заминава за Солун, тогава в Османската империя, привлечен от Българската екзархия. Преподава в българската гимназия в Солун в учебната 1893/1894 година. Напуска Солун на 28 септември 1894 година. Връща се в Разград, където отново преподава в Разградската гимназия до смъртта си. Единствено в учебната 1898/1899 година преподава в Русенската девическа гимназия.
Негови ученици са художниците Никола Ганушев (1889 - 1958), Максим Цанков (1877 - 1965) и скулпторът Димитър Хаджииванов. Трунечек е автор на много портрети и рисунки.
Работи и като художник към артилереийския отдел на Министерството на отбраната на България. В Разград Трунечек се ползва с голямо уважение от местното население. Жени се за българка разградчанка и е активен деец на местното читалище „Развитие“. Когато в 1890 година в Разград е построена нова читалищна сграда по проект на чешкия инженер Ян Буфа, Трунечек изрисува театралната завеса с образа на богинята Аврора, изправена в златна колесница, теглена от бели коне. С едната ръка тя държи поводите, а с другата - голям факел.
Трунечек е сред основателите и активен деец на местното дружество „Делиормански юнак“, на културно дружество „Лес“ и на други местни обществени организации.
След травма получава диафрагмален плеврит, от който умира на 11 януари 1902 година в Разград.